# إيلم بارك (محطة مترو أنفاق لندن)
إيلم بارك (بالإنجليزية: Elm Park)‏ هي إحدى محطات مترو أنفاق لندن. تقع على خط ديستريكت افتتحت في المنطقة (Zone) رقم 6 افتتحت في 13 مايو 1935. 